# Multiplex 23
Multiplex 23 je třetí finální multiplex DVB-T2 v České republice. Provozuje ho společnost Czech Digital Group, a.s., dceřiná firma Českých Radiokomunikací, a.s. Postupně nahradil DVB-T multiplex 3. Pro souběžné vysílání DVB-T a DVB-T2 využíval společně s multiplexem 22 přechodovou síť 12. 

## Televizní a rozhlasové stanice multiplexu 23
| Televizní stanice | Logo stanice | Rozhlasové stanice | Logo stanice |
| ----------------- | ------------ | ------------------ | ------------ |
| Nova              |              | Radio Dechovka     |              |
| Nova Cinema       |              | Český Impuls       |              |
| Seznam.cz TV      |              | Rádio Impuls       |              |
| TV Barrandov      |              | Українське Pадіо   |              |
| Kino Barrandov    |              | Rockzone 105,9     |              |
| Barrandov Krimi   |              |                    |              |
| TV Noe            |              |                    |              |
| Spektrum Home     |              |                    |              |
| A11               |              |                    |              |
| Hit TV            |              |                    |              |
| Warner TV         |              |                    |              |
| Sporty TV         |              |                    |              |
| Test-1            |              |                    |              |
| DVTV Extra        |              |                    |              |
| Test-3            |              |                    |              |
| TraLaLa           |              |                    |              |

Do 21., resp. 28. srpna 2020 obsahoval multiplex i dvě stanice Šlágr TV, do 31. prosince 2020 stanici NASA TV UHD a do 20. ledna 2021 stanici Naživo.
16. března 2021 v 10 hodin vstoupila do multiplexu rozhlasová stanice Český Impuls.
Od 1. března 2022 vysílá v multiplexu rozhlasová stanice Rádio Impuls.
Od 10. března 2022 začalo v multiplexu vysílat v ukrajinštině rozhlasová stanice Українське Pадіо a od 11. dubna 2022 i ukrajinská televize 1+1.
27. dubna 2023 přibyla nová televizní stanice A11.
od 19. listopadu je v multiplexu dostupná stanice DVTV Extra.

## Technické parametry sítě
Multiplex 23 má následující technické parametry:
| Standard | ID sítě | Vysílací mód | Modulace datových nosných | Kódový poměr (FEC) | Ochranný interval | Přenosová rychlost |
| -------- | ------- | ------------ | ------------------------- | ------------------ | ----------------- | ------------------ |
| DVB-T2   | 12611   | 32K          | 256-QAM                   | 2/3                | 1/8               | 33,3 Mbit/s        |

| Program          | Rozlišení obrazu a datový tok | Hlavní zvuk    | Zvukový popis | Celkem     |
| ---------------- | ----------------------------- | -------------- | ------------- | ---------- |
| Nova             | 960 × 540p (1 800 kbps)       | 96 kbps        | ano (56 kbps) | 1 952 kbps |
| Nova Cinema      | 960 × 540p (1 800 kbps)       | 96 kbps        | -             | 1 896 kbps |
| Seznam.cz TV     | 1440 × 1080p (3 600 kbps)     | 128 kbps       | -             | 3 728 kbps |
| TV Barrandov     | 960 × 540p (1 800 kbps)       | 96 kbps        | ano (56 kbps) | 1 952 kbps |
| Kino Barrandov   | 960 × 540p (1 800 kbps)       | 96 kbps        | ano (56 kbps) | 1 952 kbps |
| Barrandov Krimi  | 960 × 540p (1 800 kbps)       | 96 kbps        | ano (56 kbps) | 1 952 kbps |
| TV Noe           | 960 × 540p (1 800 kbps)       | 96 kbps        | -             | 1 896 kbps |
| Sporty TV        | 1440x1080p (3 600 kbps)       | 128 kbps       |               | 3 728 kbps |
| A11              | 960x540p (2 200 kbps)         | 96 kbps        | -             | 2 296 kbps |
| Hit TV           | 960x540p (1 800 kbps)         | 96 kbps        | -             | 1 896 kbps |
| Warner TV        | 960x540p (1 800 kbps)         | 96 kbps        | -             | 1896 kbps  |
| Test-1           | 960x540p (~ 500 kbps)         | 96 kbps        |               |            |
| Test-2           | 960x540p (~ 500 kbps)         | 96 kbps        |               |            |
| Test-3           | 960x540p (~ 500 kbps)         | 96 kbps        |               |            |
| Radio Dechovka   | -                             | 48 kbps (mono) | -             | 48 kbps    |
| Český Impuls     | -                             | 48 kbps (mono) | -             | 48 kbps    |
| Rádio Impuls     | -                             | 48 kbps (mono) | -             | 48 kbps    |
| Українське Pадіо | -                             | 48 kbps (mono) | -             | 48 kbps    |

## Vysílače sítě
Multiplex 23 je šířen z následujících hlavních vysílačů:
| vysílač                      | kanál | polarizace   | výkon (ERP) | kraj |
| ---------------------------- | ----- | ------------ | ----------- | ---- |
| Praha – Žižkov               | 23    | vertikální   | 32 kW       | PHA  |
| Praha – Cukrák               | 23    | horizontální | 100 kW      | STČ  |
| Votice – Mezivrata           | 22    | horizontální | 32 kW       | STČ  |
| Chomutov – Jedlová hora      | 31    | horizontální | 32 kW       | ULK  |
| Ústí nad Labem – Buková hora | 31    | horizontální | 100 kW      | ULK  |
| Cheb – Zelená hora           | 31    | horizontální | 20 kW       | KVK  |
| Jáchymov – Klínovec          | 31    | horizontální | 50 kW       | KVK  |
| České Budějovice – Kleť      | 22    | horizontální | 100 kW      | JHČ  |
| Vimperk – Mařský vrch        | 22    | horizontální | 20 kW       | JHČ  |
| Liberec – Ještěd             | 31    | horizontální | 32 kW       | LBK  |
| Domažlice – Vraní vrch       | 31    | horizontální | 10 kW       | PLK  |
| Plzeň – Krašov               | 31    | horizontální | 100 kW      | PLK  |
| Sušice – Svatobor            | 31    | horizontální | 100 kW      | PLK  |
| Trutnov – Černá hora         | 31    | horizontální | 100 kW      | HKK  |
| Pardubice – Krásné           | 34    | horizontální | 100 kW      | PAK  |
| Jihlava – Javořice           | 35    | horizontální | 100 kW      | VYS  |
| Brno – Barvičova             | 33    | vertikální   | 10 kW       | JMK  |
| Brno – Hády                  | 33    | horizontální | 10 kW       | JMK  |
| Brno – Kojál                 | 33    | horizontální | 100 kW      | JMK  |
| Mikulov – Děvín              | 33    | horizontální | 25 kW       | JMK  |
| Valašské Klobouky – Ploštiny | 33    | horizontální | 25 kW       | ZLK  |
| Zlín – Tlustá hora           | 33    | horizontální | 100 kW      | ZLK  |
| Frýdek-Místek – Lysá hora    | 31    | horizontální | 25 kW       | MSK  |
| Jeseník – Praděd             | 31    | horizontální | 100 kW      | MSK  |
| Ostrava – Hladnov            | 31    | horizontální | 3 kW        | MSK  |
| Ostrava – Hošťálkovice       | 31    | horizontální | 100 kW      | MSK  |